# Adolf Rottenberger
Johann Martin Adolf Rottenberger (* 8. April 1878 in Schweinfurt; † 9. August 1945 in München) war ein deutscher Geschäftsmann und politischer Funktionär (NSDAP).

## Leben
Rottenberger war ein Sohn des Josef Lucas Rottenberger und seiner Ehefrau Ana Marie Maria geb. Ruppert. Rottenberger ließ sich nach dem Ersten Weltkrieg als Kaufmann in München nieder. Am 22. September 1922 schloss er sich erstmals der NSDAP an (Mitgliedsnummer 7.698). Von April bis November 1923 übernahm er die Führung einer Münchener Hundertschaft der Sturmabteilung (SA), der Parteiarmee der NSDAP. Nachdem er sich am 8. und 9. November 1923 am gescheiterten Hitler-Putsch beteiligt hatte, engagierte Rottenberger sich seit 1924 in der Deutschen Volksgemeinschaft, einer Auffangorganisation für die verbotene NSDAP, der er seit dem 10. April 1924 angehörte.
Zum 10. Oktober 1925 trat Rottenberger der neugegründeten NSDAP bei (Mitgliedsnummer 23.033). Als Mitgründer der SS übernahm er von 1927 bis 1929 das Amt des Reichskassenverwalters der SS.
1926 gründete Rottenberger ein als Reichswirtschaftsstelle bezeichnetes Geschäft, das bis etwa 1930 NSDAP- und SA-Angehörige mit Uniformen und weiteren Gegenständen ausrüstete. Das Unternehmen war in Rottenbergers Haus Im Tal 24/II in München untergebracht, mit dem damaligen SS-Chef Erhard Heiden als Partner. Im Juni 1927 bestätigte Adolf Hitler die Firma als alleinberechtigten Ausrüster der SA. Nach Berichten der sozialdemokratischen Münchener Post, wonach Rottenberger übermäßige Gewinne zulasten seiner Parteikunden aus dem Geschäft gezogen habe und dass eine jüdische Firma zu den Zulieferern der Reichswirtschaftsstelle gehört habe, beauftragte die Reichsleitung der NSDAP 1929 die Oberste SA-Führung mit der Einrichtung einer eigenen Warenvermittlungsstelle. Diese zog die Geschäfte der Firma Rottenberger allmählich an sich, so dass seine Firma um 1931 Insolvenz anmelden musste. Rottenberger war im Januar 1929 aus der SS ausgetreten, stand aber weiterhin in guter Beziehung zum Reichsführer SS Heinrich Himmler, für den er zeitweise informatorisch tätig war. Ein Parteigerichtsverfahren gegen Rottenberger zur Untersuchung der Vorgänge um die Reichswirtschaftsstelle wurde ebenfalls eingestellt.
Seit 1932 war Rottenberger bei der Reichsleitung der NSDAP angestellt. Am 1. August 1934 bekam er den „Blutorden“ der NSDAP (Nr. 614) und am 19. April 1940 das Goldene Ehrenzeichen der NSDAP verliehen.
Während des Zweiten Weltkriegs ist Rottenberger als wohnhaft in der Münchener Melusinenstraße nachweisbar. Informationen über die Zeit danach fehlen.

## Familie
Rottenberger war verheiratet mit Käthe Konieczna, mit der er mindestens einen Sohn hatte.